# Gaston Thorn

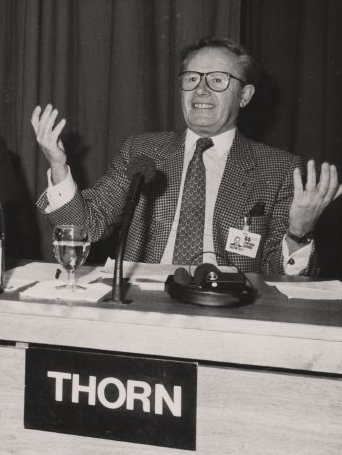
Gaston Thorn vid World Economic Forum 1986

Gaston Egmond Thorn, född 3 september 1928 i Luxemburg, död 26 augusti 2007, var en luxemburgsk politiker.
Thorn studerade juridik i Montpellier, Lausanne och Paris. Han var partiledare för Demokratiska partiet 1961-1969 och 1971-1980, utrikesminister 1969-1980, premiärminister 1974-1979 och biträdande premiärminister 1979-1980. Han innehade även en rad internationella uppdrag såsom ledamot av Europaparlamentet 1959-1969, ordförande för Liberala internationalen 1970-1982 och ordförande för Förenta Nationernas generalförsamling 1975. Han är dock mest känd internationellt som Europeiska kommissionens ordförande 1981-1985. Kommissionen Thorn efterträddes i januari 1985 av Kommissionen Delors.

## Utmärkelser
- Storkorset av isländska falkorden,  1969[8]
- Storkorset av Isabella den katolskas orden,  1970[9]
- Storkors av Leopoldorden,  1972[10]
- Storkors av Dannebrogorden,  1972[11]
- Storkors av Kronorden,  1972[12]
- Hedersdoktor vid Aix-Marseille-II-universitetet,  1975[13]
- Storkorset av Nederländska Lejonorden,  1976[14]
- Storkors av Piusorden,  1976[15]
- Goldene Ente,  1976[16]
- Storofficer av Elfenbenskustens nationalorder,  1978[17]
- Ehrensenator,  1981[18][19]
- Storkorset av Henrik Sjöfararens orden,  27 april 1982[20][21]
- Hedersmedborgare i Bryssel,  24 april 1985[22]
- Creu de Sant Jordi,  1986[23]
- Storkorset av Portugals förtjänstorden,  31 oktober 1987[20][21]
- Grand prix de l'Académie des sciences morales et politiques,  1988[24]
- Storkorset av Peruanska Solorden
- Storkors av Kristi militärorden[21]
- Storkorset av Ekkronans orden

[Redigera Wikidata]